# Osun-Osogbo
Ọṣun-Oṣogbo is een heilig bos gelegen in het zuiden van Nigeria. Sinds 2005 is het opgenomen in de Werelderfgoedlijst van UNESCO.
Het bos is langs de oevers van de Osun-rivier gelegen, net buiten de stad Osogbo, de hoofdstad van de staat Osun. In het bos vindt men heiligdommen, beelden, kunstwerken en altaren voor de godin Osun, de godin van de vruchtbaarheid van de Yoruba, en enkele andere goden. Men gelooft namelijk dat het bos de woonplaats van de godin Osun is. De site kan omschreven worden als een plaats waar traditie en moderniteit elkaar ontmoeten door cultuur, religie en kunst te verenigen.
Het bos is het laatste heilige bos van het Yoruba-volk dat vandaag de dag nog bestaat. Het staat dan ook symbool voor de Yoruba-cultuur en -identiteit. Vroeger was het echter een wijdverspreide gewoonte om buiten een dorp een dergelijk heiligdom aan te leggen. Osun-Osogbo is daarvan het enige overblijvende voorbeeld, wat meteen verklaart waarom deze site zo belangrijk is. Bovendien representeert het heiligdom de Yoruba-kosmologie.
Jaarlijks vindt in Osogbo het Osun-Osogbo-festival plaats, dat steeds heel wat toeristen trekt. Het festival start in de stad maar wordt al gauw verplaatst naar het heilige bos. Daar wordt de godin Osun gunstig gestemd zodat ze zorgt voor rust en vrede. Met dit festival hoopt de Yoruba-gemeenschap de status van haar cultuur wereldwijd te verbeteren.